# Errico Amante
Errico Achille Ghilberto Agostino Amante (Fondi, 4 gennaio 1816 – Napoli, 16 settembre 1883) è stato un politico, patriota e giudice italiano presidente di Corte d'Appello e senatore del Regno nella XIII legislatura.
Il suo impegno patriottico risorgimentale lo spinse a combattere come volontario sui campi di Lombardia nel 1848, dove fu ferito, e a difendere la Repubblica di Venezia contro gli Austriaci nel 1849. Fu amico fraterno di Francesco De Sanctis e numerosi altri intellettuali del Risorgimento. Fu determinato sostenitore dell'Unità d'Italia. Fondò e diresse il periodico La Confederazione Latina (1872-1883) in cui dava largo spazio alla riflessione sui rapporti culturali e ideali fra le etnie di lingua neolatina. Dalla moglie Giuseppa Battinelli ebbe tre figli: Bruto (Napoli, 1852 – Roma, 1923), che fu scrittore, Manin (Napoli 1865 – data incerta) medico chirurgo, e Romolo prematuramente scomparso.

## Biografia

### I primi anni, la gioventù, l'amicizia con Francesco De Sanctis

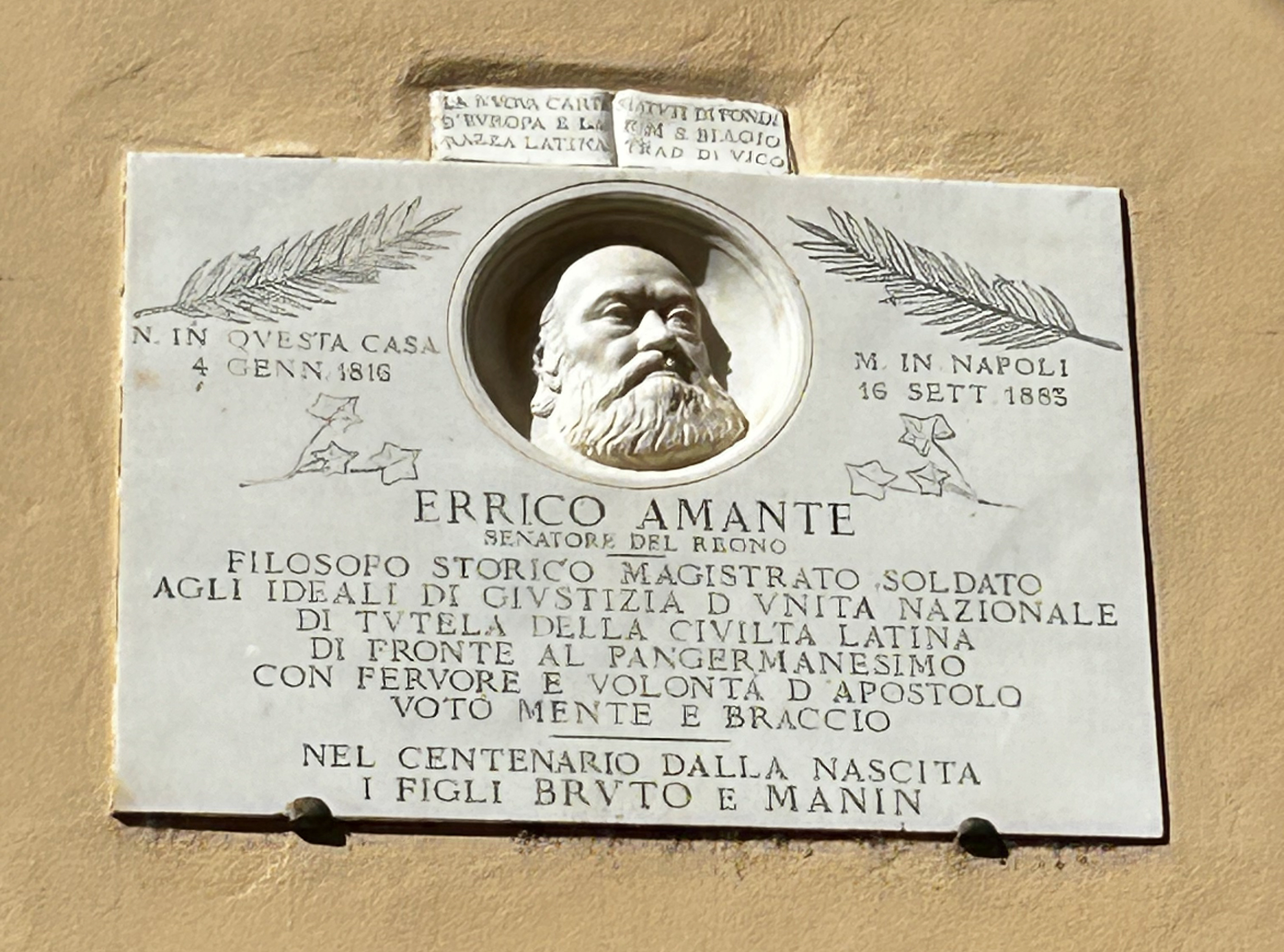
Targa commemorativa posta sulla casa natale di Errico Amante in Corso Appio Claudio a Fondi (Latina).

Errico nacque in Fondi, allora in Campania, il 4 gennaio 1816 da Giuseppe Amante e Gaetana Curci. Trascorsi i primi anni insieme ai fratelli alla scuola del padre, noto per l'avversione ai Borbone, fu mandato a studiare a Gaeta. Qui il giovane Amante si distinse per i battibecchi scolastici con il maestro, dotto latinista e zio del futuro deputato Giuseppe Buonomo, mons. Antonino Di Macco, poi arcivescovo di Acerenza. Queste avvisaglie di scuola già mostravano il carattere determinato e forte del giovane Amante, che mirava alla ricostruzione d'Italia e del mondo colle forme libere dell'Antica Roma. 
“Da quei primi anni della sua adolescenza ad oggi la sua vita durò meditativa sempre e duramente concentrata intorno alla riscostruzione del Paese sulle orme possibilmente dell'Antica Roma; e vive e morrà tra cotali propositi pertinacemente conservati, perché vede lì solo la salvezza e la fortuna d'Italia.” Amante compì gli studi a Napoli e fu appassionato di Giambattista Vico (di cui poi eseguì la nota traduzione de La Scienza Nuova in italiano e annotata, del 1841) e di Gravina. Entrambi infatti innalzavano a sistema di scienza la ‘romanizzazione', ritenuta indispensabile per la ricostituzione del Paese, tanto cara all'Amante.
In quegli anni fu rilevante l'amicizia con Francesco De Sanctis, che di lui scriveva: “Avevo stretto amicizia con Errico Amante, che abitava in un piccolo quartierino a Porta Medina, insieme con suo fratello Alberico. Egli era studente di legge, aveva fatto buoni studi di diritto romano, conosceva assai bene il latino e scriveva l'italiano latinamente. Il suo autore era Giambattista Vico; gli aveva fatto molta impressione quell'opuscolo dell'antica sapienza italica. Vedeva l'Italia in Roma; sembrava un antico romano italianizzato. Parlava come scriveva, alla maniera di Tacito, breve e reciso; era ingenuo e sincero nei suoi sentimenti. Ammirava tutto ciò che è grande e forte; sognava il risorgimento della gente latina, libertà, gloria, grandezza, giustizia. Odiava plebe e preti; c'era in lui anima fiera di patrizio. Lo studio dell'antichità aveva lasciato orme profonde in quello spirito giovanile; quei sentimenti non gli venivano da un'ammirazione classica o rettorica, ma erano connaturati con lui, fatti sua carne e suo sangue. Non mi ricordo come ci vedemmo e conoscemmo; fatto è che nacque tra noi quella rara comunione di anime, che non si rompe se non per morte. A me parevano molto esagerate le sue opinioni; ma quella sua bontà e sincerità mi vinceva, e in quelle sue stesse esagerazioni trovavo una grandezza morale e una caldezza di patriottismo, che mi destavano ammirazione. Andavo spesso in casa sua, e mi ci sentivo più tranquillo, più disposto al lavoro; gli parlavo de' miei studi, del marchese Puoti. Egli aveva poca inclinazione alle cose letterarie; quella lingua ferrea di Vico gli piaceva più che tutti i lisci e gli ornamenti; non capiva a che fosse buona la poesia. Pure la mia coltura letteraria, la mia varia erudizione, la sincerità delle mie opinioni e de' miei sentimenti, la vivacità dell'ingegno e della parola me lo tenevano legato. In certi momenti che avevo nel core qualche puntura, mi sentivo alleggerire sfogandomi con lui. Presto divenne il mio amico intimo e confidente. Gli volevo leggere la mia tragedia; ma non osai, sapendo in quanto dispregio avesse poeti, frati e Santi. Era in lui più virilità che tenerezza; io capivo istintivamente che non potea piacergli quel lirismo sentimentale di sant'Alessio. 'Non so che gusto ci è a leggere questi frati Guido e frati Cavalca', mi disse una volta. La differenza di opinioni e di caratteri generava calde discussioni che stringevano ancora più la nostra amicizia.”

### L'attività in magistratura
Il 5 dicembre 1860 fu destinato come giudice alla Gran Corte Criminale di Lucera. Nel 1861, essendo "giudice di Tribunale civile destinalo a servire nella Gran Corte criminale di S. Maria", fu nominato "giudice di Gran Corte criminale" destinato a prestar servizio come giudice nella Gran Corte Civile dell'Aquila. 
L'attività in magistratura di Errico Amante si contraddistinse per il combattimento ad oltranza del malandrinaggio in campagna, meravigliando la popolazione locale di trovare nel giovane riservato l'audacia di un vero soldato. 

### L'Unità d'Italia nel pensiero di Errico Amante e le lettere a Garibaldi
L'Unità d'Italia, nel pensiero di Errico Amante, si svolge su due binari principali: la riscoperta, se non il ritrovamento, dei valori dell'Antica Roma nei tempi moderni e una ricostituita unità della Gens Latina. Nel 1867 pubblicò un suo progetto di Costituzione Italiana, modellata sulle forme a lui predilette dell'antica libertà romana, poiché essendo ‘antigermanico' (come lo volle definire il Mirabelli) non vedeva opportuna l'importazione delle forme anglosassoni nel paese italiano. Del resto Errico Amante, identificava proprio l'Italia come culla della libertà del mondo ed il suo modello di costituzione come maestro di libere istituzioni alle genti.

### La guerra e l'arruolamento volontario
"Nel 1848, con lo scoppio della guerra, Errico Amante smise la toga e si arruolò nell'esercito rinunciando agli agi e dimostrando di essere uomo d'azione oltre che scrittore ed esortatore. Durante la guerra Errico Amante fu ferito gravemente a Curtatone, riparò a Venezia. Guglielmo Pepe nella piazza di San Marco, passando in rassegna il battaglione Roussaroll al quale apparteneva Enrico Amante, si avvicinò e gli strinse la mano congratulandosi col patriota a tutto costo."
Nel 1849 fece ritorno a Fondi, dove era stato proclamato lo stato d'assedio, con l'intento di sommuovere i reggimenti napoletani. Rischiò due volte di essere passato per le armi. Riparò a Napoli dove visse cambiando più volte dimora e nome. Subì due processi politici: il primo Per l'Unità Italiana per il quale il procuratore generale di Santa Maria Capua Vetere, Governa, chiese 30 anni di prigione; il secondo dal titolo I Pugnalatori, per il quale insieme a De Sanctis ed altri illustri uomini fu tratto nelle segrete del Castello dell'Ovo. Fu infine liberato per interposizione dell'ambasciata di Francia. Il Governa, divenuto allora prefetto di Polizia, volle arrestarlo ed Enrico Amante dovette nuovamente scappare per Napoli, accompagnato dalla moglie Giuseppa Battinelli e dal primo figlio appena nato, Bruto Amante. Nessuno in Napoli volle dargli ospitalità per paura delle azioni di Polizia e così dopo aver trascinato per la città la famiglia per un giorno intero per le vie recondite di Napoli dovette ripiegare, presentandosi alla polizia, che lo spedì a domicilio coatto, ove vi rimase fino al 7 settembre 1860. Subì un terzo processo politico a Gaeta.
Mediante Mignogna a Napoli, fece proporre a Giuseppe Garibaldi una invasione della provincia pontificia di Frosinone, offrendosi di condurla ma al progetto non fu dato seguito. Errico Amante, pur ammiratore delle gesta di Garibaldi e del patriottismo di Mazzini, mirava soprattutto all'Unificazione d'Italia. Laddove Garibaldi tentennava e chiamava fra gli altri Conforti, Amante e i suoi era decisamente per l'annessione senza esitazioni. Pertanto Amante, presi gli accordi con Marvasi, Barci ed altri fra cui forse anche Villari, persuase De Sanctis a sostenere il plebiscito, che infine Garibaldi accettò. Occorreva poi occupare senza indugi con milizie italiane al fine di non far cadere il plebisicito. Amante allora, presi accordi attivi con R. Gigante e dando la prima spinta agli indirizzi meridionali, determinò la sparizione di Napoli e Palermo a favore dell'augusto nome di Italia. In entrambi gli avvenimenti Amante entra a pieno diritto fra i fattori principali dell'Unità d'Italia.

### La nomina a Senatore del Regno d'Italia
Errico Amante rientrò in magistratura, chiamatovi da due nomi insigni: Pisanelli e De Filippo ai servigi allora di Garibaldi, sedendo alla corte d'Assise degli Abruzzi. Nel 1860 pubblicò un libro nel quale progettava la restaurazione del romano diritto adattato ai tempi moderni. Fortemente antigermanico pubblicò un altro lavoro dal titolo Sul riordinamento degli studi nazionali con Roma Capitale. Taiani di Amante disse ‘In voi ci ha una cosa rara in questi tempi: il carattere'.
Errico Amante fu candidato di vari collegi, che egli volle cedere però a De Sanctis. Pubblicò a Torino la sua idea di un patto federale tra Italia, Francia, Spagna, Portogallo, Belgio e Romania che prese forma nel volume La Nuova Carta di Europa. Sosteneva l'Amante che i tedeschi, ambiziosi e assetati d'imperio, volessero la grande Germania assorbitrice d'Europa, cui Amante contrapponeva patriotticamente la Grande Italia che in sé riunisse i popoli latini. Vedendo ancora egli il ruolo predominante della Francia, Amante inviò copia della sua pubblicazione a Napoleone III, volendolo interessare a valersi della sua potenza per attuare il patto federale a Roma.
Depretis  trattò con onore Amante quando lo incontrò a Porto Civitanova (Marche): lo fece sedere alla sua destra sulla sua vettura e lo condusse per tutta Macerata, tenendo fra le braccia il secondo figlio di Amante, appena nato, Manin. Depretis nominò Amante senatore del Regno in accordo con Mancini e il presidente del Senato, Tecchio.
Errico Amante fu nominato senatore il 15 febbraio 1880, con il sostegno dei suoi più stretti ammiratori, Francesco De Sanctis, Bonacci e Angeloni.

## Opere
- Sulle tombe di quattro donzelle nel camposanto de' colerici di Fondi, Napoli, Tip. Giuseppe Zambrano, 1839.
- Giambattista Vico, Del principio unico e dell'unico fine del dritto universale, versione italiana del prof. Errico Amante eseguita sull'edizione milanese illustrata da Giuseppe Ferrari, Napoli, Jovene, 1841.
- Per la inaugurazione della Prima Corte d'Assise in Chieti il di 8 luglio 1862, L'Aquila, Tip. Del Grande, 1862.
- Discorso pronunziato in occasione della solenne inaugurazione della Corte d'Assise di Lanciano, Chieti, Tip. F. Vella [dopo il 1862].
- La nuova carta di Europa in relazione colle razze latine, seguono poche parole dello stesso autore sugli organici giudiziari italiani, Torino, Alessandro Vinciguerra, 1867.
- Sul riordinamento degli studi nazionali con Roma capitale, Macerata, Tip. del Vessillo delle Marche, 1870.
- Statuti della città di Fondi del 1474 con quelli del comune in fieri di Villa-Galba, editi per la prima volta con annotazioni per Errico Amante, Macerata, Tip. del Vessillo delle Marche, 1872.
- In occasione della inaugurazione della collezione archeologica della città di Fondi nel dì 8 ottobre 1877. Discorsi, Napoli, Tip. R. Prete,1878. Discorsi inaugurali pronunciati da Giovanni Sotis e da Errico Amante.